# Quindim
Quindim là một món tráng miệng phổ biến ở Brasil. Quindim là loại bánh được làm từ lòng đỏ trứng, đường ăn, nước cốt dừa và bơ. Theo công thức truyền thống, bơ được đun cho tan chảy rồi trộn với các thành phần còn lại sau đó để qua đêm trước khi đem nướng. Bánh được nướng ở nhiệt độ 150 – 180 độ C cho tới khi lớp vỏ bên ngoài chuyển thành màu nâu vàng.